# Rooster (Alice in Chains)
Rooster è un singolo del gruppo musicale statunitense Alice in Chains, pubblicato il 22 febbraio 1993 come quarto estratto dal secondo album in studio Dirt.

## Descrizione
La canzone fu scritta dal chitarrista Jerry Cantrell per il padre, soprannominato appunto Rooster e che aveva combattuto la guerra del Vietnam; il soprannome era legato all'infanzia del padre di Cantrell, i cui capelli crescendo ricordavano la forma della cresta di un gallo. Erroneamente si pensava fosse legato alla 101st Airborne Division, dove il padre di Cantrell era di servizio, i quali indossavano una toppa che raffigurava un'aquila dalla testa bianca nordamericana; non essendoci aquile in territorio vietnamita, la cosa più vicina ad esse risultavano essere i galli, per questo si riferivano ad essi chiamandoli "chicken men", uomini polli.

Riguardo alla canzone, su Music Bank, box set del 1999, Jerry Cantrell dichiarò: 
Il padre di Cantrell si aggiunse agli Alice in Chains durante lo show di Tulsa del 30 settembre 2006.

## Video musicale
Il video musicale della canzone contiene brutalità e violenze simili a quelle di Apocalypse Now.

## Tracce
Testi e musiche di Jerry Cantrell, eccetto dove indicato.
CD (Australia)
1. Rooster
2. Dam That River

CD (Europa)
1. Rooster – 6:15
2. Sickman – 5:31 (Jerry Cantrell, Layne Staley)
3. It Ain't Like That – 4:37 (Jerry Cantrell, Mike Starr, Sean Kinney)

## Formazione
- Layne Staley – voce
- Jerry Cantrell – chitarra, cori
- Mike Starr – basso
- Sean Kinney – batteria

## Classifiche
| Classifica (1993)             | Posizione massima |
| ----------------------------- | ----------------- |
| Stati Uniti (mainstream rock) | 7                 |